# Eroe dell'Ucraina
Il titolo di Eroe dell'Ucraina (in ucraino Герой України?, Heroj Ukraïny) è il più alto riconoscimento conferito ad un singolo cittadino dal Governo dell'Ucraina.

## Storia

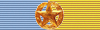
Ordine della Stella d'Oro

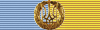
Ordine di Stato

Fu creato il 23 agosto 1998 dal presidente Leonid Kučma con l'editto #944/98 e viene assegnato per eroismo o per successi nella ricerca.
Lo scienziato Borys Paton fu il primo a ricevere questa onorificenza, in totale 466 persone l'hanno ottenuta. Le decorazioni dell'Eroe d'Ucraina ricordano molto quelle dei paesi confinanti, come il titolo russo Eroe della Federazione Russa e quello bielorusso Eroe della Bielorussia, la loro natura è stata storicamente e culturalmente influenzata dalla defunta Unione delle Repubbliche Socialiste Sovietiche e dal prestigioso riconoscimento dell'Eroe dell'Unione Sovietica.
In effetti questo titolo fu preceduto da due importanti titoli, ai tempi dell'URSS: Eroe dell'Unione Sovietica, creato il 16 aprile 1934, ed Eroe del Lavoro Socialista, creato il 27 dicembre 1938.
Andrij Ševčenko, ex Pallone d'oro del Milan, è stato premiato nel 2004 dal presidente Leonid Kučma con la più alta onorificenza, il titolo di Eroe d'Ucraina.
Il 21 novembre 2014 è stato riconosciuto il titolo di Eroe dell'Ucraina a Ihor Kostenko e alle altre vittime degli scontri di Euromaidan.
Nel gennaio 2022, il capitano Dmytro Kotsyubaylo "Da Vinci" di Pravyj Sektor è stato insignito del titolo di Eroe dell'Ucraina.
Il 19 marzo 2022 il Presidente Volodymyr Zelens'kyj ha insignito del titolo i comandanti di due unità impegnate nella difesa di Mariupol': il tenente colonnello Denys Prokopenko del Reggimento Azov e il colonnello Volodymyr Baranjuk della 36ª Brigata fanteria di marina "per il coraggio, le tattiche efficaci per respingere gli attacchi nemici e la protezione dell'eroica città di Mariupol".